# Grupo Helsinki de Ucrania
El Grupo Helsinki de Ucrania, en ucraniano: Українська Гельсінська Група, fue fundado el 9 de noviembre de 1976 como el «grupo público ucraniano para promover la implementación de los Acuerdos de Helsinki sobre derechos humanos» [en ucraniano: Українська громадська група сприяння виконанню гельсінських угод, romanizado: Ukrayins'ka hromads'ka hrupa spryyannya vykonannyu hel'sins'kykh uhod] para monitorear los derechos humanos en Ucrania. El grupo estuvo activo hasta 1981, cuando todos los miembros fueron encarcelados.
El objetivo del grupo era monitorear el cumplimiento por parte del gobierno soviético de los Acuerdos de Helsinki, que garantizan los derechos humanos. Los miembros del grupo basaron la viabilidad jurídica del grupo en lo dispuesto en el Acta Final de Helsinki, Principio VII, que establecía los derechos de las personas a conocer y actuar sobre sus derechos y deberes.

## Detalles
Desde 1977, la filial extranjera del Grupo de Helsinki de Ucrania comenzó sus actividades con la participación de Petro Hrihorenko, Nadiya Svitlichna y Leonid Plyushch. Más tarde, Nina Strokata Karavanska y Nadia Svitlichna comenzaron a presentar los programas de radio sobre derechos humanos en radio Svoboda.
Desde los primeros días, el grupo soportó la represión de las autoridades soviéticas. En febrero de 1977 las autoridades comenzaron a arrestar a miembros del Grupo Ucraniano de Helsinki y en dos años todos los miembros fundadores fueron juzgados y condenados al exilio o prisión de 7 a 10 años.
A fines de 1979 seis miembros del grupo se vieron obligados a emigrar, mientras que a otros disidentes ucranianos no se les permitió hacerlo. Las autoridades soviéticas utilizaron medicina punitiva: algunos miembros del Grupo Helsinki de Ucrania —Oksana Meshko, Vasil Stus, Petro Sichko y su hijo Vasil— fueron amenazados con internamiento en una unidad psiquiátrica. Hanna Mijailenko, que era simpatizante del Grupo, fue detenida en un hospital psiquiátrico en 1980. Las malas condiciones en los campos de trabajo y prisiones soviéticas provocaron la muerte de los miembros del GHU Oleksi Tiji y Vasil Stus.
En 1982, se estableció el «Grupo de Iniciativa para la Defensa de los Creyentes y la Iglesia», que se consideraba parte del movimiento de Helsinki en Ucrania. Sus organizadores, Yosip Terelia y Vasil Kobrin, fueron condenados en 1985.
Algunos presos políticos de fuera de Ucrania, como Mart Niklus de Estonia y Viktoras Petkus de Lituania, anunciaron su membresía simbólica en el Grupo en 1983.
Para 1983, el Grupo Helsinki de Ucrania tenía 37 miembros, de los cuales 22 estaban en campos de prisioneros, 5 estaban en el exilio, 6 emigraron a Occidente, 3 fueron liberados y vivían en Ucrania, 1 (Mijailo Melnik) se suicidó.
El 7 de julio de 1988, los miembros del grupo establecieron y registraron oficialmente la Asociación Ucraniana de Helsinki, que en 1990 se transformó en el Partido Republicano Ucraniano. En 2004, se estableció la «Unión Ucraniana de Derechos Humanos de Helsinki» como una asociación de organizaciones públicas de derechos humanos.

## Miembros
Según las estimaciones de Vasyl Ovsienko, el grupo involucró a 41 personas en total. Alrededor de 27 de ellos fueron condenados por las autoridades soviéticas a penas de prisión y campos de trabajo directamente por su pertenencia a la asociación. Pasaron en total unos 170 años en prisiones, hospitales psiquiátricos y en el exilio.

### El Grupo Helsinki de Ucrania en el extranjero
- Petro Grigorenko
- Leonid Plyushch
- Nina Strokata

En 1980, Nadya Svitlichna se convirtió en editora de la publicación El heraldo de las represiones en Ucrania para el GHU en el extranjero.

### Miembros arrestados
Para 1982, la mayoría de los miembros del Grupo Ucraniano de Helsinki habían sido arrestados:
| Nombre                | sentenciado el          | Oración |
| --------------------- | ----------------------- | --- |
| Mikola Rudenko        | 1 de julio de 1977      | Siete años de campo de trabajo de régimen estricto y cinco años de exilio interno por «agitación y propaganda antisoviética»; |
| Oleksi Tiji           | 1 de julio de 1977      | Diez años en un campo de régimen especial y cinco años de exilio interno por «agitación y propaganda antisoviética» y posesión ilegal de armas de fuego (artículo 222, Código de Ucrania);                                                                       |
| Miroslav Marinóvich   | 29 de marzo de 1978     | Siete años en un campo de régimen estricto y cinco años de exilio interno por «agitación y propaganda antisoviética»; |
| Mikola Matusevich     | 29 de marzo de 1978     | Siete años en un campo de régimen estricto y cinco años de exilio interno por «agitación y propaganda antisoviética»; |
| Levkó Lukiánenko      | 20 de julio de 1978     | Diez años en un campo de régimen especial y cinco años de exilio interno por «agitación y propaganda antisoviética»; |
| Oles Berdnik          | 24 de diciembre de 1979 | Seis años en un campo de régimen estricto y tres años de exilio interno por «agitación y propaganda antisoviética»; |
| Mikola Horbal         | 21 de enero de 1980     | Cinco años de campamento por «resistirse a un representante de la autoridad» e intento de violación (artículo 117, Código de Ucrania); |
| Zenovi Krasivski      |                         | Detenido el 12 de marzo de 1980 y trasladado directamente a un campo de trabajo para cumplir los ocho meses en el campo y los cinco años de exilio interno restantes en virtud de una sentencia de 1967 por «agitación y propaganda antisoviética» y «traición»; |
| Vitali Kalinichenko   | 18 de mayo de 1980      | Diez años en un campo de régimen especial y cinco años de exilio interno por «agitación y propaganda antisoviética»; |
| Viacheslav Chornovili | 6 de junio de 1980      | Cinco años en un campamento de régimen estricto por intento de violación (arrestado antes de completar el período anterior de seis años de campo de trabajo y tres años de exilio);                                                                              |
| Olha Heiko            | 26 de agosto de 1980    | Campo de régimen general de tres años por «calumnias antisoviéticas» (artículo 187, Código de Ucrania); |
| Vasil Stus            | 14 de octubre de 1980   | Diez años en un campo de régimen especial y 5 años de exilio interno por «agitación y propaganda antisoviética» (artículo 62, Código de Ucrania); |
| Oksana Meshko         | 6 de enero de 1981      | Seis meses en un campo de régimen estricto y cinco años de exilio interno por «agitación y propaganda antisoviética»; |
| Iván Sokulski         | 13 de enero de 1981     | Cinco años de prisión, cinco años de campo, más cinco años de exilio por «agitación y propaganda antisoviética»; |
| Iván Candiba          | 24 de julio de 1981     | 10 años de campo de régimen especial más cinco años de exilio por «agitación y propaganda antisoviética»; |
| Petro Rozumni         |                         | Liberado condicionalmente del campo a principios del otoño de 1981, pero estaba trabajando en una brigada de trabajo obligatorio; |
| Vasil Striltsiv       | octubre de 1981         | Seis años en el campamento por cargos desconocidos (en 1979, se le impuso una pena de dos años por «violación de las leyes internas de pasaporte»); |
| Yaroslav Lesiv        | 15 de noviembre de 1981 | Cinco años de campamento de régimen estricto por «posesión de estupefacientes» (en 1980, obtuvo una condena de dos años por «posesión de estupefacientes»); |
| Vasil Sichko          | 4 de enero de 1982      | Campo de régimen estricto de tres años por «posesión de narcóticos» (en 1979, obtuvo una condena de tres años por «calumnias antisoviéticas»); |
| Yuri Lytvin           | abril de 1982           | Diez años de campo de régimen especial más cinco años de exilio por «agitación y propaganda antisoviética» (en 1979, recibió una condena de tres años por «resistirse a un representante de la autoridad»);                                                      |
| Petro Sichko          | junio de 1982           | tres años en un campamento de régimen estricto por «calumnias antisoviéticas» (en 1979, obtuvo una condena de tres años por «calumnias antisoviéticas») |

### En las cárceles deMordovia
- Levkó Lukiánenko
- Mikola Rudenko
- Oleksi Tiji
- Svyatoslav Karavanski
- Volodimir Romanyuk
- Iryna Senyk
- Danilo Shumuk
- Yuri Shujévych
- Oksana Popovich